# Muzzana del Turgnano
Muzzana del Turgnano (Muçane o Muzane en friulano) es una población de 2669 habitantes en la provincia de Udine, en la región autónoma de Friuli-Venecia Julia.

## Geografía

### Demografía
| Gráfica de evolución demográfica de Muzzana del Turgnano entre 1861 y 2001 |
|                                                                            |
| Fuente ISTAT - elaboración gráfica de Wikipedia                            |

- Datos: Q53291
- Multimedia: Muzzana del Turgnano / Q53291

1. ↑  Worldpostalcodes.org, código postal n.º 33055.
2. ↑  «Codici Catastali». Comuni-italiani.it (en italiano). Consultado el 29 de abril de 2017.